# Echinocactus
Echinocactus Link & Otto è un genere di piante succulente appartenente alla famiglia delle Cactaceae, diffuso negli Stati Uniti sud-occidentali e nel Messico.
Il nome del genere deriva dal greco echinos (ἐχῖνος) che significa riccio, per l'evidente somiglianza con il suddetto animale.

## Descrizione
Le specie di questo genere sono cactus di forma globosa o cilindrica, che presentano numerose costolature e areole tonde e lanuginose irte di lunghe spine di colore giallo o bianco. Possono arrivare ad avere un diametro di circa 90 cm. La fioritura avviene nella parte apicale, i fiori sono molto piccoli, di colore giallo brunastro.

## Distribuzione e habitat
Questo genere è diffuso nelle aree desertiche del sud degli Stati Uniti meridionali (California, Arizona, Utah, Nevada, Texas, Nuovo Messico e Oklahoma) e del Messico.

## Tassonomia

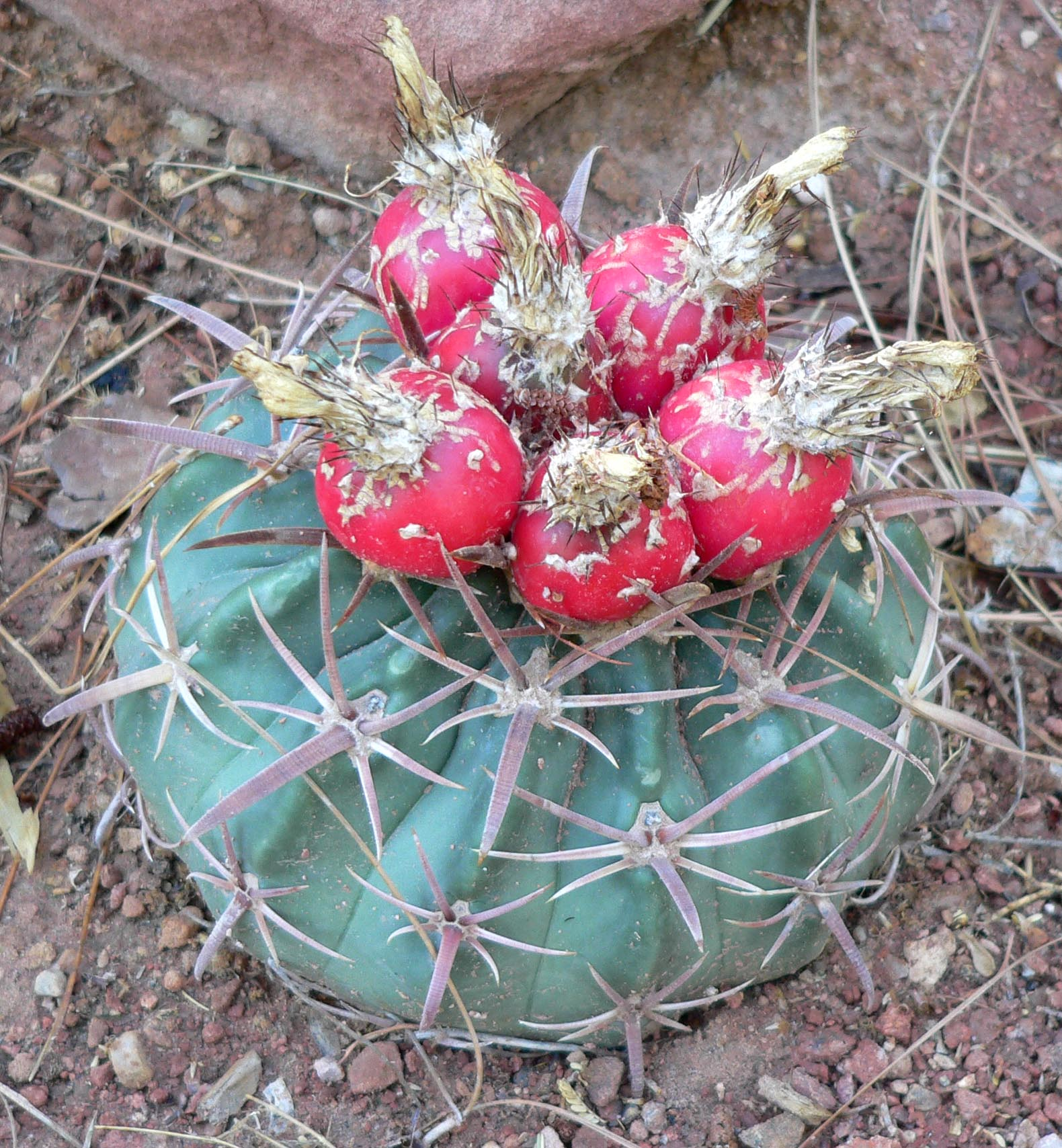
Echinocactus texensis con i frutti

Il genere comprende le seguenti specie:
- Echinocactus horizonthalonis Lem. (deserto di Chihuahua - Stati Uniti, Messico)
- Echinocactus parryi Engelm.
- Echinocactus platyacanthus Link & Otto (Messico del Nord e centrale)
- Echinocactus polycephalus Engelm. & J.M.Bigelow (California, Nevada, Utah, Arizona, Messico)
- Echinocactus texensis Hopffer (Messico, Oklahoma, Texas, nordest del Messico)

### Sinonimi obsoleti
- Echinocactus grusonii Hildm. = Kroenleinia grusonii (Hildm.) Lodé